# Championnat de France de beach soccer 2014
Navigation
2013 2015
Le National Beach Soccer 2014 est la sixième édition du Championnat de France de beach soccer.
Marseille 12e remporte son 2e titre national. Le club confirme la suprématie phocéenne dans la discipline, en succédant au Bonneveine BS et au Marseille Beach Team, vainqueurs des trois dernières éditions. Le Montpellier HBS s'incline pour la troisième fois de suite en finale.

## Déroulement
Les huit Ligues régionales déterminent leur champion qui est qualifié pour le challenge inter-régional que constitue le National Beach Soccer.
Le format de la phase finale change pour cette édition 2014. Les huit clubs qualifiés sont répartis en deux groupes joués en tournoi toutes rondes. Les deux poules sont ensuite croisées : les deux premiers s'affrontent pour le titre de champion, les seconds pour la troisième place et ainsi de suite.

## Qualifications
Cinq équipes du District de Provence s'engagent dans la compétition : Marseille XII beach-soccer, Marseille Beach Team, Montredon-Bonneveine, le Burel FC et le SMUC. Elles s'affrontent dans une phase départementale. Les deux premiers accèdent au tour régional de la Ligue de la Méditerranée face aux deux équipes du Var. Seul le premier de ce nouveau tournoi à quatre accèdent à la phase nationale et Marseille 12e obtient le ticket régional devant le MBT, triple champion de France en titre.
| Championnat de Provence  | Championnat de Provence                 | Championnat de Provence   |
| Date                     | Match                                   | Lieu                      |
| ------------------------ | --------------------------------------- | ------------------------- |
| Mardi 3 juin             | SC Montredon Bonneveine 2-6 SMUC        | stade Ganay, Marseille 9e |
| Mardi 3 juin             | Marseille 12e 12-4 Burel FC             | CREPS d'Aix-en-Provence   |
| Mercredi 4 juin (19h00)  | SC Montredon Bonneveine – Burel FC      | stade Ganay, Marseille 9e |
| Mercredi 4 juin (19h00)  | Marseille 12e 7-6 SMUC                  | CREPS d'Aix-en-Provence   |
| Mardi 10 juin (19h00)    | Marseille BT – SMUC                     | stade Ganay, Marseille 9e |
| Mardi 10 juin (19h00)    | Marseille 12e – SC Montredon Bonneveine | CREPS d'Aix-en-Provence   |
| Mercredi 11 juin (19h00) | SMUC – Burel FC                         | stade Ganay, Marseille 9e |
| Mercredi 11 juin (19h00) | Marseille BT 7-6 Marseille 12e          | CREPS d'Aix-en-Provence   |
| Mardi 17 juin (19h00)    | SC Montredon Bonneveine – Marseille BT  | stade Ganay, Marseille 9e |
| Mercredi 18 juin (19h00) | Burel FC – Marseille BT                 | stade Ganay, Marseille 9e |

## Clubs participants
| Club                      | Ligue régionale      | Résultat 2012 | Entraîneur    | Depuis | Nombre participations |
| ------------------------- | -------------------- | ------------- | ------------- | ------ | --------------------- |
| Montpellier Hérault BS    | Languedoc-Roussillon | finaliste     |               | 2010   | 5                     |
| FC Saint-Médard-en-Jalles | Aquitaine            | 3e            |               | 2013   | 2                     |
| ESCTT Amnéville           | Lorraine             | 4e            |               | 2012   | 3                     |
| UJS Toulouse 31           | Midi-Pyrénées        | 6e            |               | 2012   | 3                     |
| Marseille XII             | Méditerranée         | -             | Willy Rastoll | 2014   | 4                     |
| FC Kindwiller             | Alsace               | -             |               | 2014   | 1                     |
| ÉSOF La Roche-sur-Yon     | Atlantique           | -             |               | 2014   | 1                     |
| Stade portelois           | Nord-Pas-de-Calais   | -             |               | 2014   | 1                     |

## Phase finale

### Phase de groupe
| Groupe A | Groupe B |
| --- | --- |
| 1. Montpellier HBS (9pts, +13) 2. FC Saint-Médard-en-Jalles (6pts, +7) 3. ESCTT Amnéville (3pts, -4) 4. Stade portelois (0pts, -16) | 1. Marseille 12e (9pts, +12) 2. UJS Toulouse 31 (5pts, +1) 3. FC Kindwiller (2pts, -7) 4. ÉSOF La Roche-sur-Yon (0pts, -6) |

### Finale
La Ligue de Méditerranée, représentée par le club de Marseille 12e, remporte le National Beach Soccer, au terme d’une rencontre haletante et accrochée face à l’excellente équipe du Montpellier HBS sur le score de 5-4. Bien que menant 3-0 au terme d’un premier tiers-temps largement dominé, les Marseillais connaissent quelques frayeurs en fin de rencontre, lorsque Montpellier remonte à 1 but d’écart.
Le podium est complété par l’équipe aquitaine du FC Saint-Médard-en-Jalles. Dans le match l'opposant à l'UJS Toulouse 31, les aquitains l'emportent 5-3 avec notamment un doublé de Yannick Fischer. Saint-Médard-en-Jalles finit donc troisième de cette édition et remporte le prix du Fair-Play.
C’est le Stade portelois qui ferme la marche après une défaite contre les Vendéens de l'ÉSOF La Roche-sur-Yon (8-4).
| Place jouée | Vainqueur                 | Score | Adversaire      |
| ----------- | ------------------------- | ----- | --------------- |
| Finale      | Marseille 12e             | 5-4   | Montpellier HBS |
| 3e place    | FC Saint-Médard-en-Jalles | 5-3   | UJS Toulouse 31 |
| 5e place    | ESCTT Amnéville           | 7-5   | FC Kindwiller   |
| 7e place    | ÉSOF La Roche-sur-Yon     | 8-4   | Stade portelois |

## Classement final
| # | Club                      | Ligue                |
| - | ------------------------- | -------------------- |
| 1 | Marseille 12e             | Méditerranée         |
| 2 | Montpellier HBS           | Languedoc-Roussillon |
| 3 | FC Saint-Médard-en-Jalles | Aquitaine            |
| 4 | UJS Toulouse 31           | Midi-Pyrénées        |
| 5 | ESCTT Amnéville           | Lorraine             |
| 6 | FC Kindwiller             | Alsace               |
| 7 | ÉSOF La Roche-sur-Yon     | Atlantique           |
| 8 | Stade portelois           | Nord-Pas-de-Calais   |